# 渡辺貞夫
渡辺 貞夫（わたなべ さだお、英語: Sadao Watanabe、1933年〈昭和8年〉2月1日 - ）は、日本を代表するジャズサクソフォーン奏者、ジャズミュージシャン、作曲家である。
栃木県宇都宮市出身。
「ナベサダ」の愛称でサックス奏者・フルート奏者としてジャズ、フュージョンの分野で活動を展開。世界的な人気を誇る。
ちなみに、妹はジャズシンガーのチコ本田、弟はジャズドラマーの渡辺文男、娘に絵本作家の渡辺眞子がいる。

## 来歴
父親は薩摩琵琶奏者。ビング・クロスビー主演の映画「ブルースの誕生」を観て、クラリネットを始める。栃木県立宇都宮工業高等学校を卒業後、1951年に上京。銀座のクラブ等で演奏活動を始める。その後宮沢昭・守安祥太郎と出会い影響を受ける。1953年、穐吉敏子率いるコージー・カルテットに加入。1956年に穐吉が渡米してからは、渡辺がバンド・リーダーとなる。コージー・カルテット解散後の1958年にはジョージ川口ビッグ4に加入。1961年初リーダーアルバム『渡辺貞夫』を発表した。
1962年に、アメリカ合衆国・マサチューセッツ州ボストン市に構える名門音楽学校、バークリー音楽院に留学した。在学中にチコ・ハミルトン、ゲイリー・マクファーランド、ガボール・ザボ等と共演。ゲイリー・マクファーランドを通じてボサノヴァの魅力を知る。1965年に帰国後、多くの内外ミュージシャンと共演し、日本ジャズ界で活動する一方、ボサノヴァをジャズの世界に紹介した。1968年にはニューポートジャズ祭に出演。
1969年に発売されたアルバム『PASTORAL』からはいわゆる“ジャズ”を超えた音作りに取り組み、1970年代前半には、アフリカを訪れた際に感銘を受けたアフリカ音楽をジャズに取り入れた作品を制作。1977年発売のアルバム『渡辺貞夫リサイタル』では芸術祭大賞を受賞した。リー・リトナー、チャック・レイニー、ハービー・メイソン、デイヴ・グルーシン等を従えて制作したフュージョン・アルバム、『カリフォルニア・シャワー』（1978年）はジャズ界では珍しいヒット作となった。「California Shower 」は同年の千葉真一主演テレビドラマ『十字路』にも劇中で流されており、このドラマにはCMでも共演する草刈正雄も出演していた。アート志向、職人気質が多いジャズ奏者の中では珍しく、CMやテレビ番組などメディア出演も積極的に行っている。
アフリカ音楽等ワールド・ミュージックのエッセンスを逸早く吸収し、自身の音楽世界に反映させた。挨拶でもスワヒリ語のJAMBO（ジャンボ）を使用する。
ただし、バックビート振興会の松村敬史からは、バックビートを全く理解出来ていないという厳しい指摘もある。

## 顕彰
1984年4月、第1回宇都宮市民栄誉賞受賞。
1988年5月、ロサンゼルス名誉市民賞受賞。
1995年2月、都民文化栄誉章受章。
1995年11月、紫綬褒章受章。
1996年、米国バークリー音楽大学より名誉音楽博士号授与。
2002年6月、第1回栃木県民栄誉賞受賞。
2005年に行われた愛・地球博では、政府出展事業の総合監督を務め「Share the World〜こころつないで〜」の作曲を担当。その功績を認められ、同年11月に旭日小綬章を受章した。
2011年4月、国立音楽大学に設置される「ジャズ専修」の招聘教授に就任。
2014年6月、栃木県名誉県民。
近年は青少年への音楽の普及に取り組んでいる。また、JFN加盟ラジオ局の番組「渡辺貞夫 Nightly Yours」のパーソナリティーを務め、TOKYO FMの番組審議委員会の委員でもある。
2015年10月、ブラジル政府より「リオブランコ国家勲章」を授与される。

## ディスコグラフィ

### リーダー作品

#### 1960年～1969年
- 1961年 - 『渡辺貞夫』 - Sadao Watanabe（1961年8月録音）(King) 
  - 渡辺貞夫(as,fl), 仲野彰(tp), 八城一夫(p), 原田政長(b), 猪俣猛(ds), 長谷川昭弘(ds)
  - 初のリーダー・アルバム

- 1961年 - 『夢で逢いましょう～アルト・サックス・ムード 』（1961年録音）(Toshiba)
  - 渡辺貞夫(as), 八城一夫トリオ, 宮間利之とニューハード

- 1962年 - 『カクテル・フォー・トゥー』 - Cocktails for Two（1962年録音）(Toshiba)
  - 渡辺貞夫(as), 八城一夫(p), 原田政長(b), 長谷川昭弘(ds) with strings

- 1965年 - 『サダオ・ワタナベ・プレイズ』 - Sadao Watanabe Plays（1965年11月録音）(Polydor) 
  - 渡辺貞夫(as,fl), 宮沢昭(ts,fl), 仲野彰(tp), 前田憲男(p), 八城一夫(p), 富樫雅彦(ds), 原田政長(b)
  - 帰国第1作

- 1966年 - 『家路／渡辺貞夫モダン・ジャズ・アルバム』 - Goin' Home（1966年3月録音）(CBS)
  - 渡辺貞夫(as,fl), 宮間利之とニューハード, 八城一夫トリオ

- 1966年 - 『ジャズ＆ボッサ』 - Jazz & Bossa（1966年11月25日、12月4日録音）(Takt)
  - 渡辺貞夫(as,fl), 菊地雅章(p), 萩原栄治郎(b), 富樫雅彦(ds), 中牟礼貞則(g), 宮田英夫(cabasa)

- 1967年 - 『ボサ・ノヴァ'67』 - Bossa Nova '67（1967年3月8日、29日録音）(Victor)
  - 渡辺貞夫(as,fl), 菊地雅章(p), 鈴木勲(b), 富樫雅彦(ds), 中牟礼貞則(g), 宮田英夫(cabasa) with strings

- 1967年 - 『渡辺貞夫バラードを唄う（マイロマンス）』 - My Romance - Sadao Plays Ballads（1967年4月25日、5月9日録音）(Takt) 
  - 渡辺貞夫(as,fl), 菊地雅章(p), 原田政長(b), 富樫雅彦(ds) with strings
  - スタンダードナンバーを集めたバラード集

- 1967年 - 原信夫とシャープス&フラッツと共同名義『ザ・ボサノヴァ：アンコール！』のち改題『渡辺貞夫とシャープ&プラッツ』 - Encore!! Jazz & Bossa - Sadao Meets Sharps & Flats（1967年5月6日録音）(Takt)（東京「文京区区民ホール」にて）
  - 渡辺貞夫(as,fl), 原信夫とシャープス＆フラッツ

- 1967年 - 『ジャズ・サンバ』 - Jazz Samba（1967年4月25日、5月9日録音）(Nivico)
  - 渡辺貞夫(as,fl), 菊地雅章(p), 原田政長(b), 富樫雅彦(ds)

- 1967年 - 『ボサ・ベスト・コレクション』 - Bossa Best Collection（1967年6月録音）(Union)
  - 渡辺貞夫(as,fl), 菊地雅章(p), 原田政長(b), 富樫雅彦(ds), 中牟礼貞則(g), 宮田英夫(cabasa)

- 1974年 - 『イパネマの娘』 - The Girl From Ipanema（1967年6月録音）(RCA)
  - 渡辺貞夫(as,fl), 菊地雅章(p), 原田政長(b), 富樫雅彦(ds), 中牟礼貞則(g), 宮田英夫(Per)

- 1967年 - チャーリー・マリアーノと共同名義『チャーリー・マリアノと渡辺貞夫』 - Charlie Mariano & Sadao Watanabe（1967年6月27日録音）(Victor)
  - 渡辺貞夫(as,fl), チャーリー・マリアーノ(as), 菊地雅章(p), 原田政長(b), 富樫雅彦(ds)

- 1967年 - 『ボサ・ノヴァ・コンサート』 - Bossa Nova Concert Live at Koseinenkin-Kaikan（1967年7月4日録音）(Takt)（「東京厚生年金会館」にて）
  - 渡辺貞夫(as,fl), 菊地雅章(p), 原田政長(b), 富樫雅彦(ds), 中牟礼貞則(g), 宮田英夫(cabasa) with Strings Orchestra
  - 慶応義塾大学軽音楽鑑賞会主催コンサートにおけるライヴ

- 1967年 - 『ミュージック・ブレイク』 - Music Break（1967年7月4日録音）（東京「厚生年金会館」にて）
  - 渡辺貞夫(as,fl), 菊地雅章(p), 原田政長(b), 富樫雅彦(ds), 中牟礼貞則(g), 宮田英夫(cabasa) with Strings Orchestra
  - 慶応義塾大学軽音楽鑑賞会主催コンサートにおけるライヴ

- 1967年、1968年 - チャーリー・マリアーノと共同名義『イベリアン・ワルツ／サダオ＆チャーリー』 - Iberian Waltz（1967年6月28日、1968年1月21日録音）(Takt)
  - 渡辺貞夫(as), チャーリー・マリアーノ(as), 菊地雅章(p), 原田政長(b), 富樫雅彦(ds), 渡辺文男(ds)

- 1968年 - チャーリー・マリアーノと共同名義『ウィー・ガット・ア・ニュー・バッグ／サダオ＆チャーリー・アゲイン』 - We Got A New Bag （1968年1月21日録音）(Takt)
  - 渡辺貞夫(as), チャーリー・マリアーノ(as), 菊地雅章(p), 原田政長(b), 渡辺文男(ds), 増尾好秋(g), 紙上理(b), 他

- 1968年 - 『ブラジルの渡辺貞夫』 - Sadao Meets Brazilian Friends（1968年7月15日録音）(Takt)（ブラジル・サンパウロ「クラブいちばん」にて）
  - 渡辺貞夫(as,fl), 
Brazilian 8 : Jose Ferreira(as), Godinho Filho(as), Carlos Alberto Alcantara(ts), Waldir De Barros(tp), Aparecido Bianchi(org, p), Joao Carlos Pegorro(vib, p), Olmir Seocaer(g), Douglas De oliveira(ds), Mathias Da Silva Matos(b)
  - サンパウロ現地ミュージシャンたちと共演

- 1968年 - 『サダオ・プレイズ・バカラック・ビートルズ』 - Sadao Plays Beatles And Bacharach（1968年11月8日、12月16日録音）(Takt)（「サンケイホール」およびスタジオにて）
  - 渡辺貞夫(a,sns), 伏見哲夫(tp), 日野皓正(tp), 増尾好秋(g), 渡辺文男(ds), 池田芳雄(b), 鈴木弘(tb), 今井尚(tb), 市原靖(btb), 鈴木良雄(org,hpsi), 今村祐司(per), 橋爪智明(tb), 江藤勲(el-b), 八城一夫(org,elec,hpsi)
  - A面：慶応義塾大学軽音楽鑑賞会主催コンサートにおけるライヴ、B面：スタジオ録音
  - ビートルズ5曲とバカラック4曲を収録

- 1969年 - 『チャーリー・パーカーに捧ぐ』 - Swing Journal Jazz Workshop 2 - Dedicated To Charlie Parker（1969年3月15日録音）(Takt)（「ヤマハホール」にて）
  - 渡辺貞夫(as), 八城一夫(p), 原田政長(b), 渡辺文男(ds), Guest:日野皓正(tp)
  - チャーリー・パーカー13回忌ライヴ

- 1969年 - 『パストラル』 - Pastoral（1969年6月24日、7月8日録音）(CBS/Sony) 
  - 渡辺貞夫(as,fl,sn), 八城一夫(p), 増尾好秋(g), 松本浩(vib), 鈴木良雄(b), 渡辺文男(ds), 田中正太(fh=french horn), 松原千代繁(fh)
  - CBS/Sony移籍第1作

- 1969年 - 『ソング・ブック』 - Songbook（1969年7月11日、10月3日録音）(CBS/Sony)
  - 渡辺貞夫(as,fl,sn), 増尾好秋(g), 鈴木良雄(b), 渡辺文男(ds), 八城一夫(p), 菊地雅章(p)

- 1969年 - 『ライヴ・アット・ジャンク』 - Live At The Junk（1969年12月26日、27日録音）(CBS/Sony)（銀座「ジャンク」にて）
  - 渡辺貞夫(as,sn), 増尾好秋(g), 鈴木良雄(b), 渡辺文男(ds)

#### 1970年～1979年
- 1970年 - 『モントルー・ジャズ・フェスティバルの渡辺貞夫』 - Sadao Watanabe At Montreux Jazz Festival（1970年6月18日録音）(CBS/Sony)（スイス「モントルー・ジャズ・フェスティバル」にて）
  - 渡辺貞夫(as,fl,sn), 増尾好秋(g), 鈴木良雄(b), 角田ヒロ(ds)

- 1972年 - Around The Time（1970年6月録音）(WAM)（ドイツ「ハンブルク・ジャズ・ハウス」にて）
  - 渡辺貞夫(as), 鈴木良雄(b,p), 角田ヒロ(ds), 増尾好秋(g)

- 1970年 - 『ラウンド・トリップ』 - Round Trip（1970年7月15日録音）(CBS/Sony)（ニューヨークにて）
  - 渡辺貞夫(fl,sn), チック・コリア(p, el-p), ウルピオ・ミニッツィ(p), ミロスラフ・ヴィトウス(b), ジャック・ディジョネット(ds)

- 1970年 - 菊地雅章と共同名義, 『コラボレイション』 - Collaboration（1970年10月8日、13日、11月14日録音）(Philips)
  - 渡辺貞夫(as, sn), 増尾好秋(g), 鈴木良雄(b), 角田ヒロ(ds) 
菊地雅章 Sextet : 菊地雅章(p,el-p), 峰厚介(ss), 菊地雅洋(org),　池田芳雄(b), 村上寛(ds), 岸田恵二(ds)

- 1971年 - 『ペイサージュ』 - Paysages（1970年6月22日録音）(CBS/Sony) 
  - 渡辺貞夫(as,fl,sn), 菊地雅章(acoustic-p,el-p), ゲイリー・ピーコック(b), 富樫雅彦(ds), 村上寛(ds)

- 1972年 - 『渡辺貞夫』 - Sadao Watanabe（1972年2月24日録音）(CBS/Sony)（東京「イイノホール」にて）
  - 渡辺貞夫(as,fl,sn,per), 福村博(tb), 板橋文夫(p,el-p), 高柳昌行(g), 古野光昭（wikidata）(b), 倉田在秀(ds)

- 1973年 - 『オープン・ロード』 - Open Road（1973年5月2日録音）(CBS/Sony)（東京「日比谷公会堂」にて）
  - 渡辺貞夫(as,fl,sn), 大野俊三(tp,flh), 福村博(tb), 峰厚介(ts,ss), 本田竹曠(p,el-p), 鈴木良雄(b), 渡辺文男(ds), 今村祐司(per), with strings

- 1973年 - 『ケニヤ・ヤ・アフリカ』 - Kenya Ya Africa（1973年9月20日録音）(CBS/Sony)（東京「イイノホール」にて）
  - 渡辺貞夫(as,fl,sn), 本田竹曠(el-p), 鈴木良雄(b,elb), 渡辺文男(ds), Inter-African Theatre Group

- 1974年 - 『ムバリ・アフリカ』 - Mbali Africa（1974年9月20日録音）(CBS/Sony)（東京「郵便貯金ホール」にて）
  - 渡辺貞夫(as,fl,sn,per), 日野皓正(tp,flh), 宮田英夫(ts), 本田竹曠(p,el-p), 渡辺香津美(g), 鈴木勲(b), 岡沢章(elb), 日野元彦(ds), 富樫雅彦(per)

- 1974年 - 『渡辺貞夫・アット・“ピット・イン”』のち改題『ライヴ・アット・ピット・イン』 - At Pit Inn（1974年12月24日録音）(CBS/Sony)（「新宿ピット・イン」にて）
  - 渡辺貞夫(as), シダー・ウォルトン(p), サム・ジョーンズ(b), ビリー・ヒギンス(ds)

- 1975年 - 『スイス・エア』 - Swiss Air（1975年7月18日録音）(CBS/Sony)（スイス「モントルー・ジャズ・フェスティバル」にて）
  - 渡辺貞夫(as,fl,sn), 本田竹曠(p), 河上修(b), 守新治(ds)

- 1975年 - 『パモジャ』 - Pamoja （1975年10月27日録音）(East Wind)（「よみうりホール」にて）
  - 渡辺貞夫(as,fl), 福村博(tb), 増尾好秋(g), 本田竹曠(p), 鈴木勲(b), 村上寛(ds), 富樫雅彦(per)

- 1976年 - グレイト・ジャズ・トリオと共同名義『アイム・オールド・ファッション』 - I'm Old Fashioned （1976年5月21日録音）(East Wind)（ニューヨークにて）
  - 渡辺貞夫(as,fl,),
 グレイト・ジャズ・トリオ: ハンク・ジョーンズ(p), ロン・カーター(b), トニー・ウィリアムス(ds)

- 1976年 - 『渡辺貞夫リサイタル』 - Recital（1976年10月19日録音）(East Wind)（「郵便貯金ホール」にて）
  - 渡辺貞夫(as), 福村博(tb), 峰厚介(ts), 渡辺香津美(g), 本田竹曠(p), 岡沢章(b), 岡田勉(b), 富樫雅彦(prc), 守新治(ds)

- 1977年 - グレイト・ジャズ・トリオと共同名義『バード・オブ・パラダイス』 - Bird of Paradise（1977年5月4日録音）(Flying Disk)（ニューヨークにて）
  - 渡辺貞夫(as),
 グレイト・ジャズ・トリオ: ハンク・ジョーンズ(p), ロン・カーター(b), トニー・ウィリアムス(ds)

- 1977年 - 『マイ・ディア・ライフ』 - My Dear Life（1977年4月26日、28日、1977年6月25日、28日録音）(Flying Disk)（ロサンゼルス、東京にて）
  - 渡辺貞夫(as,fl,sn), リー・リトナー(g), デイヴ・グルーシン(p, el-p), チャック・レイニー(el-b), ハーヴィー・メイソン(ds), Steve Forman(per), 福村博(tb)

- 1977年 - 『ライヴ・イン根室1977』 - Live In Nemuro 1977（1977年10月8日録音）(Victor、2016年発売)（「根室市公民館」にて）
  - 渡辺貞夫(as,ss,per), 福村博(tb), 本田竹広(p,kbds), 岡田勉(b), 守新治(ds)

- 1977年 - 『オータム・ブロー』 - Autumn Blow（1977年10月23日録音）(Flying Disk)（「東京厚生年金会館」にて）
  - 渡辺貞夫(as,fl,sn),
リー・リトナー＆ジェントル・ソウツ: リー・リトナー(g), アーニー・ワッツ(ts,ss), パトリース・ラッシェン(p,el-p), アンソニー・ジャクソン(el-b), ハーヴィー・メイソン(ds), Steve Forman(per)

- 1978年 - 『カリフォルニア・シャワー』 - California Shower（1978年3月録音）(Flying Disk)（ロサンゼルスにて）
  - 渡辺貞夫(as,fl,sn), デイヴ・グルーシン(p,el-p), リー・リトナー(g), チャック・レイニー(el-b), ハーヴィー・メイソン(ds), パウリーニョ・ダ・コスタ(per), Oscar Brashear(tp), Geroge Bohanon(tb), アーニー・ワッツ(ts)
  - テレビドラマ『十字路』のBGMで使用[5]

- 1979年 - 『モーニング・アイランド』 - Morning Island（1979年3月録音）(Flying Disk)（ニューヨークにて）
  - 渡辺貞夫(as,fl,sn), デイヴ・グルーシン(p,el-p,per), Jeff Mironov(g), Francisco Centeno(el-b), スティーヴ・ガッド(ds), Rubens Bassini(per), エリック・ゲイル(g) with brass and strings

#### 1980年～1989年
- 1980年 - 『ハウズ・エブリシング』 - How's Everything（1980年7月2日、3日、4日録音）(Columbia)（「日本武道館」におけるライヴ）
  - 渡辺貞夫(as,fl,sn), リチャード・ティー(p,el-p), デイヴ・グルーシン(p, el-p), エリック・ゲイル(g), Jeff Mironov(g), アンソニー・ジャクソン(el-b), スティーヴ・ガッド(ds), Ralph MacDonald(per), John Faddis(tp), 東京フィルハーモニー交響楽団, Conducted by デイヴ・グルーシン

- 1981年 - 『オレンジ・エクスプレス』 - Orange Express（1981年4月、5月録音）(CBS/Sony)（ニューヨークにて）
  - 渡辺貞夫(as,fl,sn), デイヴ・グルーシン(key), リチャード・ティー(key), エリック・ゲイル(g), Bobby Broom(g), Jeff Mironov(g), マーカス・ミラー(el-b), Buddy Williams(ds), Crusher Bennett(per), ジョージ・ベンソン(g)
  - NHK総合テレビ『スタジオパークからこんにちは』同名タイトル曲がオープニング曲
  - KAB『駅前TVサタブラ』同名タイトル曲がオープニング曲

- 1983年 - 『フィル・アップ・ザ・ナイト』 - Fill Up The Night（1983年3月、4月録音）(Elektra)（ニューヨークにて）
  - 渡辺貞夫(as,sn), Ralph MacDonald(per), リチャード・ティー(key), マーカス・ミラー(el-b), スティーヴ・ガッド(ds), エリック・ゲイル(g), Paul Griffin(key), ホルヘ・ダルト(p), Grady Tate(vo)

- 1984年 - 『ランデヴー』 - Rendezvous（1984年2月、3月録音）(Elektra)（ニューヨークにて）
  - 渡辺貞夫(as), スティーヴ・ガッド(ds), マーカス・ミラー(el-b, key), リチャード・ティー(el-p), Ralph MacDonald(per), エリック・ゲイル(g), Anthony MacDonald(per), Barry Eastmond(key), William Eaton(arr), ロバータ・フラック(vo)

- 1985年 - 『マイシャ』 - MAISHA（1985年1月、2月録音）(Elektra)（ロサンゼルスにて）
  - 渡辺貞夫(as,fl,sn), ドン・グルーシン(key), ラッセル・フェランテ(key), Carlos Rios(g), David Williams(g), ネイザン・イースト(el-b), ジミー・ジョンソン(el-b), ハーヴィー・メイソン(ds), John Robinson(ds), パウリーニョ・ダ・コスタ(per), ハービー・ハンコック(p), ブレンダ・ラッセル(vo) and Horns

- 1985年 - 『パーカーズ・ムード』 - PARKER'S MOOD（1985年7月13日録音）（東京のLaforet Museumにおけるライヴ）
  - 渡辺貞夫(as), James Williams(p), Charnett Moffett(b), Jeff "Tain" Watts(ds)

- 1985年 - 『トーキョー・デイティング』 - TOKYO DATING（1985年7月15日、16日録音）（東京にて）
  - 渡辺貞夫(as), James Williams(p), Charnett Moffett(b), Jeff Watts(ds)

- 1986年 - 『グッド・タイム・フォー・ラヴ』 - GOOD TIME FOR LOVE（1986年2月、3月録音）（ニューヨークおよび東京にて）
  - 渡辺貞夫(as,sn,per), 野力奏一(key), 山木秀夫(ds), ウィル・リー(el-b) 他
  - Pogoは日本テレビ系列、ルックルックこんにちはのテーマソング（1987年～1998年）

- 1987年 - 『バーズ・オブ・パッセージ』 - BIRDS OF PASSAGE（1987年3月、4月録音）（ロサンゼルスにて）
  - 渡辺貞夫(as,sn), [ラッセル・フェランテ(key), ジョージ・デューク(syn), エイブラハム・ラボリエル(el-b), ポール・ジャクソン・ジュニア(g), Carlos Vega(ds), アレックス・アクーニャ (per), John Robinson(ds), 他

- 1988年 - 『エリス』 - ELIS（1988年2月録音）（リオデジャネイロにて）
  - 渡辺貞夫(as), Cesar Camargo Mariano(key), Heitor Teixeira Perira(g), Papeti(per), トッキーニョ(g,vo), 他

- 1988年 - 『メイド・イン・コラソン』 - MADE IN CORACAO TOQUINHO（1988年1月、2月録音）（サンパウロにて）
  - 渡辺貞夫(as), トッキーニョ(g,vo), Ivani Sabino(el-b), Papeti(per), 他

- 1989年 - 『フロント・シート』 - FRONT SEAT（1989年4月、5月]録音）（ロサンゼルスにて）
  - 渡辺貞夫(as,sn), パティ・オースティン(vo), Robbie Buchanan(key), ラッセル・フェランテ(key), エイブラハム・ラボリエル(el-b), ポール・ジャクソン・ジュニア(g), ジェフ・ポーカロ(ds), アレックス・アクーニャ(ds,per) 他

#### 1990年～2000年
- 1991年 - 『スウィート・ディール』 - SWEET DEAL（1991年2月、3月録音）(WEA)（ロサンゼルスにて）
  - 渡辺貞夫(as), ピーター・アースキン(ds), ラッセル・フェランテ(key), エイブラハム・ラボリエル(el-b), ポール・ジャクソン・ジュニア(g), アレックス・アクーニャ(per), パウリーニョ・ダ・コスタ(per), Dori Caymmi(g), Robbie Buchanan(key), ニール・スチューベンハウス(el-b), マイケル・ランドウ(g), Carlos Vega(ds), ジョン・パティトゥッチ(b), William Kennedy(ds), ウォーレン・ウィービー(vo)

- 1992年 - 『ナイト・ウィズ・ストリングス』 - A NIGHT WITH STRINGS（1992年12月25日録音）(WEA)（東京のBunkamura オーチャードホールにおけるライヴ）
  - 渡辺貞夫(as), 野力奏一(p), マーク・ジョンソン（英語版）(b), ピーター・アースキン(ds), and The Tokyo Symphony Strings

- 1993年 - 『アース・ステップ』 - EARTH STEP（1993年2月、3月録音）（ニューヨークにて）
  - 渡辺貞夫(as,sn), Rob Mounsey(key), Jeff Mironov(g), ウィル・リー(el-b), スティーヴ・ガッド(ds), Bashiri Johnson(per), Vaneese Thomas(vo), 他

- 1993年 - 『ナイト・ウィズ・ストリングスVol.2』 - A NIGHT WITH STRINGS Vol.2（1993年12月19日録音）（東京のBunkamura オーチャードホールにおけるライヴ）
  - 渡辺貞夫(as), 野力奏一(key), Ricardo Silveira(g), Brian Bromberg(b), アレックス・アクーニャ(ds), パウリーニョ・ダ・コスタ(per), ヴィンス・メンドーザ(conduct,arr), Tokyo Symphony Strings

- 1994年 - 『イン・テンポ』 - IN TEMPO（1994年6月、7月録音）（ニューヨークおよびロサンゼルスにて）
  - 渡辺貞夫 (as,sn), Cesar Camargo Mariano(key), Marcelo Mariano(el-b), Pantico Rocha(ds), パウリーニョ・ダ・コスタ(per), Leila Pinheiro(vo), Wilson De Castro(vo) 他

- 1994年 - 『ナイト・ウィズ・ストリングスVol.3』 - A NIGHT WITH STRINGS Vol.3（1994年12月12日録音）（東京のBunkamura オーチャードホールにおけるライヴ）
  - 渡辺貞夫 (as), ラッセル・フェランテ(p,arr), マーク・ジョンソン (b), ピーター・アースキン(ds), Tokyo Symphony Strings

- 1997年 - 『ゴー・ストレート・アヘッド・アンド・メイク・ア・レフト』 - GO STRAIGHT AHEAD'N MAKE A LEFT（1997年1月、2月録音）（ニューヨークにて）
  - 渡辺貞夫(as,sn), Bernard Wright(p,key), Stephen Teele(b), Mike Flythe(ds), Hassan Flythe(ds), Steve Thornton(per), Charley Drayton(ds)

- 1997年 - 『黒い瞳』（1995年11月～1997年録音）（東京、ニューヨーク、ロサンゼルスにて）
  - 渡辺貞夫(as,sn), 小野塚晃(p,key), 梶原順(g), 青木智仁(b), 納浩一(b), 石川雅春(ds), Olodum Juvenil(per), Junior High School Students in Tochigi(cho), Cesar Camargo Mariano(key), Leila Pinheiro(vo), Vaneese Thomas(vo), 他

- 1998年 - 『ヴィアジャンド』 - VIAJANDO（1998年1月、2月録音）（ニューヨークにて）
  - 渡辺貞夫(as,sn), Cesar Camargo Mariano(key), Romero Lubambo(g), Nilson Matta(b), Paulo Braga(ds), Cafe(per), PamelaDriggs(vo)

- 1999年 - 『リメンブランス』 - REMEMBRANCE（1999年1月録音）（ニューヨークにて）
  - 渡辺貞夫(as), サイラス・チェスナット(piano), クリスチャン・マクブライド(b), Billy Drummond(ds), Nicholas Payton(tp), Robin Eubanks(tb), Romero Lubambo(g)

#### 2000年～
- 2000年 - 『SADAO 2000』 - SADAO 2000（2000年1月録音）（ニューヨークにて）
  - 渡辺貞夫(as,sn), リチャード・ボナ(b,g,per,vo), George Whitty(p,key), Jonathan Joseph(ds), マイク・スターン(g), Cafe(per)

- 2000年 - 『ミーニャ・サウダージ』 - MINHA SAUDADE（2000年12月15日録音）（東京「Bunkamura オーチャードホール」にて）
  - 渡辺貞夫(as,sn), Cesar Camargo Mariano(p), Romero Lubambo(ac-g), David Finck(b), Paulo Braga(ds), Mauro Refosco(per) with Tokyo Symphony Chamber Orchestra conducted by マーセロ・ザーヴォス

- 2003年 - 『ホイール・オブ・ライフ』 - WHEEL OF LIFE（2003年2月録音）（ニューヨーク「Sear Sound」にて）
  - 渡辺貞夫(as,sn,fl), リチャード・ボナ(el-b, el-g, per, vo), George Whitty(pf,key), Nathaniel Townsley(ds), マイク・スターン(el-g), Romero Lubambo(ac-g)

- 2005年 - 『ワン・フォー・ユー 』- ONE FOR YOU（2005年10月4日、5日録音）（東京「STB139」にて）
  - 渡辺貞夫(as), リチャード・ボナ(elb,vo), Etienne Stadwijk(pf,key), Nathaniel Townsley(ds), ンジャセ・ニャン(per)

- 2005年 - 『Sadao & Charlie Again』 - Sadao & Charlie Again（2005年12月13日録音）（「ブルーノート名古屋」にて）
  - 渡辺貞夫(as), チャーリー・マリアーノ(as), Bob Degen(p), Dieter Ilg(b), Bill Elgart(dr)

- 2007年 - 『ベイシーズ・アット・ナイト』 - BASIE'S AT NIGHT（2007年4月17日録音）（岩手県一関市「ベイシー」にて）
  - 渡辺貞夫(as), 小野塚晃(p), 納浩一(b), 石川雅春(ds), ンジャセ・ニャン(per)

- 2009年 - 『イントゥ・トゥモロー』 - INTO TOMORROW（2009年6月録音）（ニューヨーク「Avatar Studios」にて）
  - 渡辺貞夫(as), Gerald Clayton(p), ベン・ウィリウアムス（英語版）(b), Johnathan Blake(ds)

- 2011年 - 『カム・トゥデイ』 - COME TODAY（2011年6月録音）（ニューヨーク「Avatar Studios」にて）
  - 渡辺貞夫(as), Gerald Clayton(p), ベン・ウィリアムス (b), Johnathan Blake(ds)

- 2013年 - 『オウトラ・ヴェス：ふたたび』 - Outra Vez（2012年12月、2013年1月録音）(Victor)（サンパウロ「NaCena Studios」にて）
  - 渡辺貞夫(as), Fabio Torres(p), Swami Jr.(g), Paulo Paulelli(b), Celso de Almeida(ds), Cleber Almeida(per), Fabiana Cozza(vo)

- 2014年 - 『アイム・ウィズ・ユー』 - I'm with you（2014年12月14日録音）(Victor)（「Bunkamura オーチャードホール」にて）
  - 渡辺貞夫(as, conductor)
  - [Sax Section] 吉田治(lead as), 小池修(2nd ts), 近藤和彦(3rd as), 今尾敏道(4th ts), 山本拓夫(5th bs)
  - [Trombone Section] 村田陽一(lead trombone), 片岡雄三(2nd trombone), 辻冬樹(3rd trombone), 山城純子(4th bass trombone)
  - [Trumpet Section] 西村浩二(lead trumpet), 佐久間勲(2nd trumpet), 奥村晶(3rd trumpet), 松島啓之(4th trumpet)
  - [Rhythm Section] ラッセル・フェランテ(p), エドウィン・リヴィングストン(b), ピーター・アースキン(d)

- 2015年 - 『ナチュラリー』 - Naturally (Victor)
  - 渡辺貞夫(as), Lula Galvão(g), Itamar Assiere(p), Alberto Continentino(b), Paulo Braga(ds), Sidinho Moreira(per), Jaques Morelenbaum(cello)

- 2017年 - 『リバップ』 - Re-Bop (Victor)（ニューヨークにて）
  - 渡辺貞夫(as), サイラス・チェスナット(p), クリス・トーマス(b), ブライアン・ブレイド(d)

- 2018年 - 『リバップ・ザ・ナイト』 - Re-Bop the Night (Victor)（日本ツアー8か所のベスト・テイク）
  - 渡辺貞夫(as), ラッセル・フェランテ(p), ベン・ウィリアムス（英語版）(b), ケンドリック・スコット（英語版）(ds)

- 2019年 - 『SADAO 2019 ライヴ・アット・ブルーノート・トーキョー』 - SADAO 2019 Live at BLUE NOTE TOKYO (Victor)（「ブルーノート東京」にて）
  - 渡辺貞夫(as), ラッセル・フェランテ(p),  ジョン・パティトゥッチ(b), スティーヴ・ガッド(ds)

### コンピレーション
- 2001年 - 『マイ・ディア・ライフ：音楽生活50周年記念ベスト』 - SADAO WATANABE MY DEAR LIFE 50th ANNIVERSARY COLLECTION（2001年6月追加録音： New tracks recorded and mixed at O'Henry Studios, ロサンゼルス）
- 2005年 - 『スケッチズ・オブ・ネイチャー』 - SKETCHES OF NATURE（BEST ALBUM）
- 2006年 - Broadcast Tracks '69-'72（※60年代の終わりからドラマの劇伴を手がけた作品から集めた未発表の音源を収録）
- 2018年 - LOVE SONGS (Victor)

## 著書
- 『ぼく自身のためのジャズ』岩浪洋三編、荒地出版社、1969年。
 のち徳間書店〈徳間文庫〉1985年5月。
 のち日本図書センター〈人間の記録〉、2011年4月。
- 『JAZZ STUDY』日本音楽出版、1970年12月。のち第2版、日音楽譜出版社、1982年。
のち第3版、エー・ティ・エヌ、1991年11月。のち第4版、エー・ティ・エヌ、2004年7月。（日本にバークリーのジャズ理論を伝えた歴史的著書）
- 『La festa Mille Miglia : 1990-1992』フジテレビ出版、1992年10月（ミッレミリアの写真集）
- 『バニシング・チベット』立風書房、1998年6月
- 福原義春との共著（対談）『グッドスマイル グッドライフ』求龍堂、1999年3月
- 『One in the same : 笑顔つなげて』ポプラ社、2000年11月（写真集）
- 『My Dear Life：渡辺貞夫 音楽生活50年』マガジンハウス、2001年12月

## TV出演
- J-MELO（NHK総合テレビ、2010年7月5日）
- 徹子の部屋（テレビ朝日、2011年10月18日＆2018年11月22日）
- サワコの朝（毎日放送・TBSテレビ、2013年11月16日）

## ラジオ出演
- ナベサダとジャズ（ニッポン放送、1969年2月1日 - 1972年6月2日、番組パーソナリティ：伊武雅刀）
- ナベサダ・イン・アドベンチャー（MBSラジオ）
- MG5→ブラバスサウンドトリップ 渡辺貞夫マイ・ディア・ライフ（FM東京 1972年8月6日 - 1989年3月25日、番組パーソナリティ：伊武雅刀→小林克也　協賛:資生堂）
- 渡辺貞夫 Nightly Yours（JFN 1996年4月 - 2019年3月31日、番組ナビゲーター：甲斐田ゆき）

## CM出演
- 資生堂「ブラバス」（1977年 - 1982年）※草刈正雄と共演
- ヤマハ発動機
  - 「タウニィ」（1980年 - 1981年）
  - 「ベルーガ」（1981年 - 1982年）
  - 「ベルーガ&サリアン」（1982年）※宮崎美子と共演
  - コカ・コーラ「Yes Coke Yes」 (1982年 ｰ 1983年) ※渡辺眞子と共演。1983年版ではカシオペアとの競演曲 Brown Coke　が使われている
- 日産自動車「ローレル」(1984年 - 1988年)

## 広告活動
- 日本ビクター（現：JVCケンウッド）「カセットデッキ KD-Aシリーズ[11]」（1979年 - 1980年）